# 정종수 (축구인)
정종수(1961년 3월 27일 ~ )는 대한민국의 전 축구 선수 및 지도자이다. 고려대학교를 졸업하였으며 대한민국 축구 국가대표팀으로 1986년과 1990년 월드컵에 출전하였다. 현역 시절 포지션은 수비수였다.

## 클럽 경력
정종수는 1984년을 앞두고 유공 코끼리에 입단했다. 데뷔 첫 시즌 23경기에 출전했다. 
1987년 4월 25일 포항제철 아톰즈와의 경기에서 프로 데뷔골을 기록했다.
1990시즌을 앞두고 현대 호랑이에 입단했다. 1995년 현역에서 은퇴했다.

## 국가대표팀 경력
1982년 2월 18일 인도 축구 국가대표팀과의 경기에서 대한민국 축구 국가대표팀 데뷔전을 치렀다. 정종수는 이 경기에서 국가대표팀 데뷔골을 기록했다. 
1982년 아시안 게임을 위한 대표팀 명단에 포함되었다. 이 대회에서 이란 축구 국가대표팀과의 조별리그 1경기에 출전했다.
1986년 FIFA 월드컵 최종명단에 포함되었다. 조별리그 3차전 이탈리아 축구 국가대표팀과의 경기에 출전했다.
1990년 FIFA 월드컵 최종명단에 포함되었다. 스페인 축구 국가대표팀, 우루과이 축구 국가대표팀과의 조별리그 2경기에 출전했다.

## 감독 경력
1996년부터 은퇴전 마지막 팀이었던 현대 호랑이의 코치가 되었다.
2000년 현대 호랑이의 감독대행직을 맡았다.

## 수상

### 클럽
유공 코끼리
- K리그 우승 : 1989

### 국가대표팀
대한민국 축구 국가대표팀
- 아시안게임 우승 : 1986

### 개인
- K리그 베스트 11 : 1984